# Vrhnika
Vrhnika er en by i det centrale Slovenien, med et indbyggertal (pr. 2005) på ca. 7.300. Byen ligger ved bredden af floden Ljubljanica.
45°57′N 14°17′Ø / 45.950°N 14.283°Ø